# Cercle celtique Gwen Ha Du de Landrévarzec
Pour les articles homonymes, voir Gwenn ha du (homonymie).

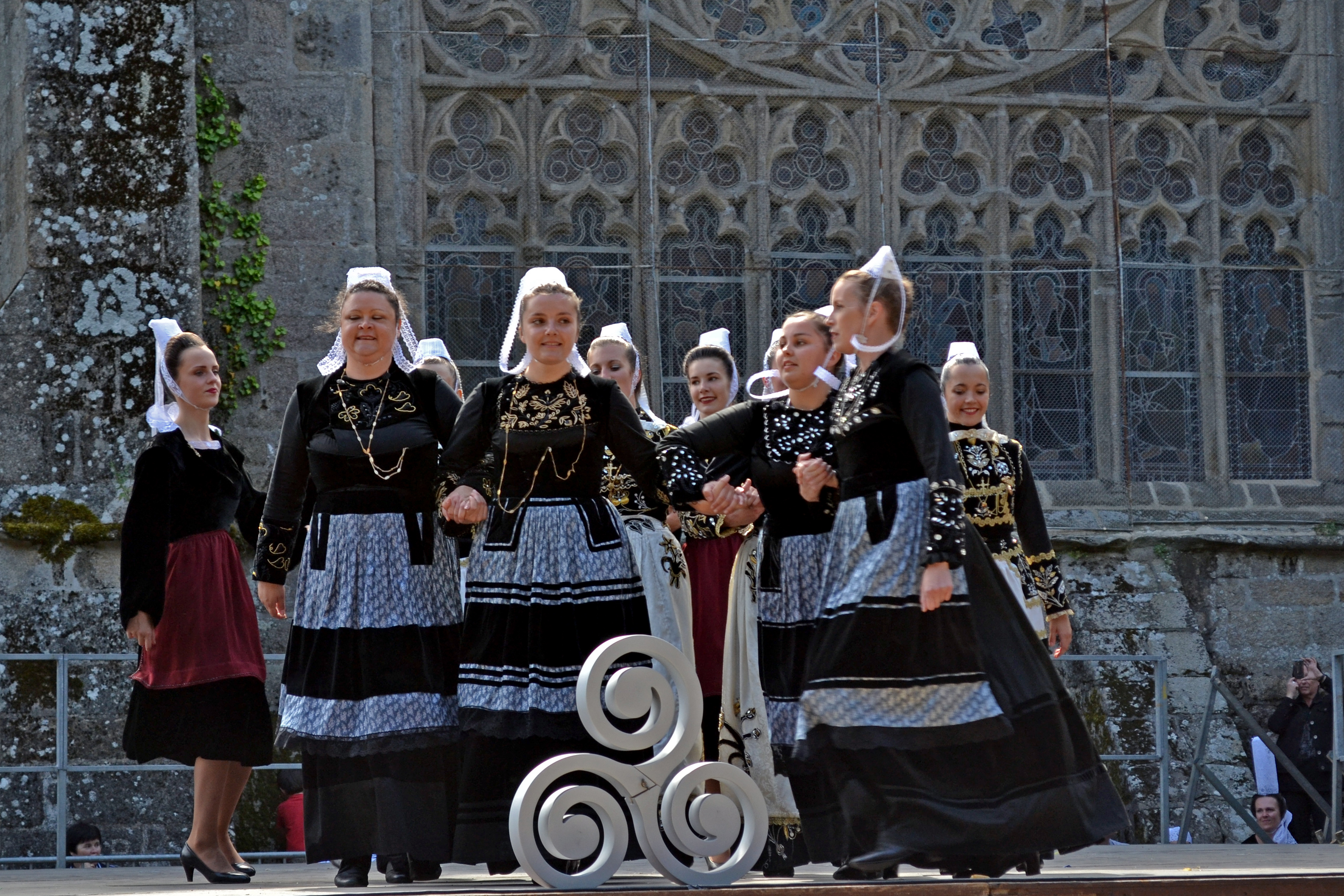
Spectacle du cercle Gwen ha Du lors de la Fête des Brodeuses 2014.

Le cercle celtique Gwen Ha Du de Landrévarzec est un ensemble de danse traditionnelle bretonne créé en 1973 par Marie-Paule et Jean Martin qui fut le premier président. Membre de la fédération War'l Leur et confédération Kenleur, le cercle évolue en deuxième catégorie du championnat.

## Présentation
Il représente le pays Glazig (région de Quimper) depuis 1973, date de sa création, en Bretagne mais aussi dans d’autres régions de France (Provence, Berry, Bourgogne, Rhône Alpes, Ardennes) ainsi qu'à l'étranger ( Belgique, Roumanie, Canaries, Allemagne, République-Tchèque, Espagne).
La qualité de ses prestations lui permet d’évoluer au premier niveau de la confédération War'l leur, c’est-à-dire parmi les meilleurs groupes de Bretagne. Le cercle présente différents costumes du Pays Glazig des années 1870 à 1940.
Le Cercle Celtique est associé au Bagad Bro Foën depuis maintenant 5 ans afin de présenter un spectacle commun qui valorise les danses et musiques des différents terroirs bretons. Depuis 2010 il est accompagné d'un groupe musical, composé d'un couple biniou/bombarde, d'un couple de chanteurs de kan ha diskan et d'accordéonistes.

## Palmarès

### Reines

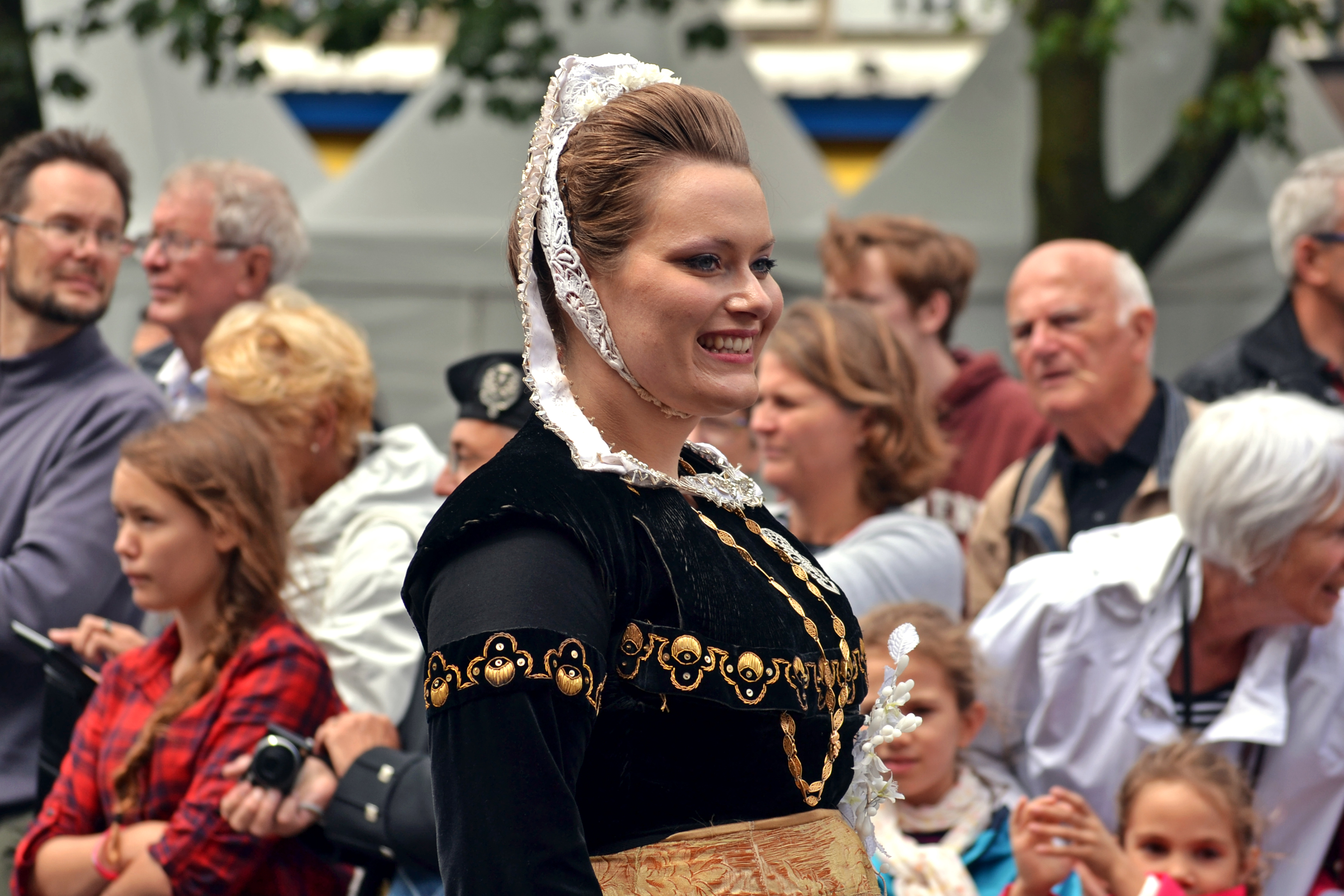
Magalie Gestin lors de l'élection de la Reine de Cornouaille 2014 :

- 1974: Marie-Louise Poupon, Reine de Cornouaille
- 1977: Claudie Renez, Reine de Cornouaille
- 2013 : Manon Pennec, 2e demoiselle d’honneur de la Reine de Cornouaille[2]
- 2014 : Magalie Gestin, 1re demoiselle d’honneur de la Reine de Cornouaille[3],[4]